# 墨西哥學院

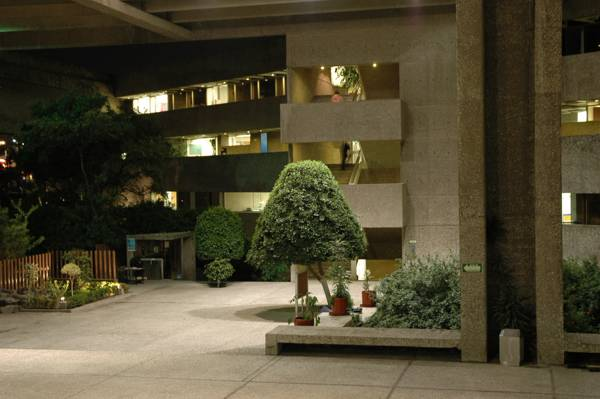
校園

墨西哥學院（El Colegio de México，簡稱：Colmex）是位於墨西哥墨西哥城的一所公立大學。該大學創始於1940年，以人文、社會學科見長，2001年獲阿斯圖里亞斯親王獎社會科學獎。其圖書館是墨西哥最大的學術書圖書館之一。
该学院由墨西哥联邦政府、墨西哥银行 （Banco de México）、墨西哥国立自治大学 （UNAM） 和 Fondo de Cultura Económica 于 1940 年创立。
墨西哥大学于2001年获得阿斯图里亚斯亲王社会科学奖。

## 历史
Colmex起源于一个名为“Casa de España en México”（墨西哥西班牙之家）的西班牙内战流亡者组织。在1939年3月，拉萨罗·卡德纳斯 （Lázaro Cárdenas）任命阿方索·雷耶斯 （Alfonso Reyes）为“Casa de España en México”主席。

## 外部連接
- El Colegio de México （页面存档备份，存于）

19°18′14″N 99°12′28″W / 19.30389°N 99.20778°W